# 앙헬 기라도
앙헬 기라도 알데게르(스페인어: Angel Guirado Aldeguer, 1984년 12월 9일, 스페인 말라가 ~ )는 스페인 출생 필리핀의 축구 선수로 현재 스페인 5부 리그의 알하우린 데 라 토레에서 미드필더 겸 공격수로 활동 중이다.

## 선수 경력

### 클럽
2003년 스페인 14부 리그의 CE 마타로에서 선수 생활을 시작한 이후 2020년까지 17년동안 스페인, 필리핀, 태국, 아이슬란드, 이탈리아, 지브롤터, 말레이시아 등의 클럽들을 전전했고 이 가운데 유나이티드 풋볼 리그의 글로벌 FC 소속 시절 2012년 리그 우승을 맛보았으며 2020년 지브롤터 내셔널리그 소속팀인 세인트 조지프스의 유니폼으로 갈아입었다.

### 국가대표팀
2011년 2월 11일 필리핀 A대표팀 첫 합류 이후 3월 21일 열린 미얀마와의 2012년 AFC 챌린지컵 예선 2라운드 A조 1차전에서 국제 A매치 데뷔전을 치렀다.
그리고 나흘 후에 열린 방글라데시와의 최종전에서 A매치 데뷔골을 멀티골로 장식하며 팀의 3-0 완승과 함께 사상 첫 AFC 챌린지컵 본선 진출에 기여했으며 이후 본선에서도 초대 챌린지컵 챔피언 타지키스탄, 초대 챌린지컵 8강팀인 팔레스타인을 상대로 득점에 성공하면서 필리핀의 대회 3위 입상에 큰 힘을 보탰다.
그 뒤 자국에서 열린 2013년 필리핀 피스컵에도 출전하여 첫 경기에서 대만에게 1-2로 패했지만 2번째이자 마지막 경기인 파키스탄전에서 3-1로 승리하며 통산 2번째 우승컵을 들어올리는데 성공했으며 2017년 CTFA 국제 친선 축구 대회에도 출전하여 라오스와의 첫 경기에서 득점을 기록하며 팀의 3-1 승리와 함께 대회 준우승의 발판을 마련했다.
이후 2022년 FIFA 월드컵 아시아 지역 2차 예선에서도 괌과 몰디브를 상대로 3골을 터뜨리며 팀의 2023년 AFC 아시안컵 3차 예선 직행에 기여했고 이 가운데 괌과의 두 경기에서 1골씩 터뜨렸으며 2021년 현재 A매치 통산 42경기 12골을 기록하고 있다.

## 수상

### 클럽
글로벌 FC
- 유나이티드 풋볼 리그 : 우승 (2012)

 세인트 조지프스
- 지브롤터 내셔널리그 : 3위 (2020-21)

### 국가대표팀
필리핀
- AFC 챌린지컵 : 3위 (2012)
- 필리핀 피스컵 : 우승 (2013)
- CTFA 국제 친선 축구 대회 : 준우승 (2017)